# Troisième circonscription du Bas-Rhin
La troisième circonscription du Bas-Rhin est l'une des 9 circonscriptions législatives françaises que compte le département du Bas-Rhin situé en région Grand-Est.

## Description géographique et démographique

### De 1958 à 1986
La troisième circonscription du Bas-Rhin était composée de :
- canton de Geispolsheim
- canton de Hochfelden
- canton de Schiltigheim
- canton de Truchtersheim

Source : Journal Officiel du 14-15 Octobre 1958.

### De 1988 à 2010
La troisième circonscription du Bas-Rhin était délimitée par le découpage électoral de la loi no 86-1197 du 24 novembre 1986
, elle regroupait les divisions administratives suivantes : 
- canton de Bischheim
- canton de Schiltigheim (tel que défini avant 2015)
- canton de Strasbourg V (tel que défini avant 2015)
- canton de Strasbourg VI (tel que défini avant 2015).

### Depuis 2010
Depuis 2010, la circonscription est composée des divisions administratives suivantes :
- canton de Bischheim
- canton de Schiltigheim (tel que défini avant 2015)
- canton de Strasbourg V (tel que défini avant 2015)
- canton de Strasbourg VI (tel que défini avant 2015 pour la partie située au nord d'une ligne définie par l'axe de la route d'Oberhausbergen et à l'est d'une ligne définie par l'axe de la voie de chemin de fer de Hausbergen à Graffenstaden).
- ainsi que des communes de : Reichstett et Souffelweyersheim.

Historiquement le quartier de la Robertsau était plutôt protestant, tout comme les villes de Bischheim et Schiltigheim. Cependant la périurbanisation de ces villes et des quartiers de la Robertsau et de Cronenbourg a établi une nette majorité catholique dans l'ensemble de la circonscription. Les quartiers de Cronenbourg et la ville de Hœnheim sont par ailleurs historiquement catholiques. En raison de l'immigration, la circonscription compte aussi une forte population musulmane.
La proportion de dialectophones reste plus élevée dans cette circonscription que dans les autres circonscriptions strasbourgeoises, une majorité de la population, et cela dans les quatre cantons qui la composent, sait utiliser l'alsacien. L'usage du dialecte est particulièrement répandu dans les milieux "populaires" alsaciens, très présents dans la circonscription. Historiquement l'usage du français, assez répandu dans les quartiers strasbourgeois dès le retour à la France, s'est imposé plus progressivement à Schiltigheim et Bischheim.

## Description politique
La troisième circonscription fut créée à la suite du remaniement des circonscriptions organisé par le gouvernement Chirac en 1986, après le rétablissement du scrutin majoritaire. Assez hétérogène, aussi bien sociologiquement que géographiquement, elle rassemble le quartier plutôt "bourgeois" de la Robertsau ainsi que ceux plus "populaires" de Cronenbourg et de Hautepierre et la cité de l'Ill connu pour une grande nombre de logements sociaux et HLM, avec les communes de proche banlieue que sont Schiltigheim, Bischheim et Hœnheim. La circonscription ne représente que partiellement la ville de Strasbourg, et le poids de la ville de Schiltigheim est par ailleurs déterminant dans la constitution de la circonscription.
À l'origine, cette circonscription avait été plus ou moins perçue comme la plus à gauche du Bas-Rhin. Elle était en effet composée de Schiltigheim, principale mairie de centre-gauche du département, de Bischheim, dont le maire communiste n'avait été battu qu'en 1983 par un candidat démocrate-chrétien, et Strasbourg VI, canton détenu jusqu'en 1985 par le député socialiste Jean Oehler. La Robertsau, qui avait éliminé son conseiller général socialiste en 1982 au profit du gaulliste Robert Grossmann, et Hœnheim, détenu par un maire démocrate-chrétien, se situaient cependant plus à droite.
De fait, elle a élu en élection de 1988 le seul député socialiste du Bas-Rhin, Jean Oehler, implanté à Strasbourg VI. Celui-ci n'avait pourtant rassemblé que 50,7 % des voix, et ne l'emportait pas à la Robertsau. En élection de 1993, Oehler choisit de ne pas se représenter, la lutte de succession opposa alors trois candidats très implantés dans la circonscription, le maire de Schiltigheim ex-PS et rocardien Alfred Muller, le conseiller général de la Robertsau Robert Grossmann (RPR) et le maire de Bischheim André Klein-Mosser (UDF-CDS). Le second tour vit s'affronter Muller en tête et Grossmann, qui avait devancé d'une courte tête Klein-Mosser et le candidat du FN (très implanté à Cronenbourg-Hautepierre). Alfred Muller l'emporta facilement en dépit d'un contexte très peu favorable à la gauche (53,5 %), une partie des électeurs UDF s'étaient sans doute reportés sur lui. À ce paradoxe certain qui voyait un député de gauche l'emporter plus facilement en 1993, dans un contexte de "vague bleue", qu'en 1988, succéda la surprise de l'élection de 1997. Lors de ces élections, le grand favori et député sortant Alfred Muller fut éliminé dès le premier tour (17,4 %), il subissait la concurrence d'un candidat officiel du PS qui réalisait lui aussi 17 % et l'avait considérablement affaibli. Le second tour opposa le maire de Hœnheim André Schneider (RPR), très implanté dans le canton de Bischheim et à la Robertsau, au candidat du FN, qui réalisait de bons scores à Schiltigheim et Bischheim. Au second tour André Schneider fut élu très largement (70 %). La troisième circonscription fut ainsi l'un des rares sièges gagnés par la droite à l'occasion de la victoire de la gauche de 1997. En élection de 2002 André Schneider l'emporta très largement contre l'ancien maire de Strasbourg Catherine Trautmann, avec plus de 58 % des voix. Il remportait dans l'ensemble des cantons, et était le premier candidat à réaliser ce "grand chelem".
La circonscription reste très influencée par les enjeux politiques locaux. Si le canton de Strasbourg V reste très orienté à droite aussi bien à la Robertsau qu'au Wacken, et le canton de Strasbourg VI plutôt marquée à gauche (notamment à Hautepierre), certains candidats réussissent à troubler le traditionnel clivage gauche-droite. Ce fut notamment le cas de Alfred Muller, dont l'orientation à gauche a fluctué, et qui réalisait des scores très importants dans sa commune, mais était peu implanté dans le reste de la circonscription. Ce relatif non-alignement explique aussi bien sa victoire de 1993 que sa défaite de 1997. En 1993, les quatre cantons de la circonscription votaient pour des candidats différents, Schiltigheim pour Alfred Muller, Bischheim pour son conseiller général Klein-Mosser, Strasbourg V pour Robert Grossmann et Strasbourg VI pour le candidat FN Walter Krieger. De même en 1997 Alfred Muller restait en tête à Schiltigheim, André Schneider arrivait en tête à la Robertsau et à Bischheim, Stéphane Bourhis arrivant en tête à Strasbourg VI. En 2002 André Schneider dépassait la majorité absolue dans sa commune de Hœnheim.
On peut cependant distinguer une géographie électorale dans la circonscription. La droite réalise ses meilleurs scores à Strasbourg V, est bien implantée à Bischheim et Hœnheim, ainsi que dans le vieux-Cronenbourg. À Schiltigheim une partie de son électorat a sans doute voté pour Alfred Muller en 1993 et 1997, la ville reste d'ailleurs plutôt orientée à gauche. Celle-ci réalise ses meilleurs scores à Hautepierre, est bien implantée à Schiltigheim, plus faiblement à Bischheim, nettement plus faiblement à la Robertsau (la candidate PS a été éliminée au premier tour lors des dernières élections cantonales par un candidat proche de l'UDF et le candidat RPR). Le FN reste assez fort dans l'ensemble de la circonscription, et notamment dans certains quartiers "populaires" comme la cité de l'Ill, ou le Marais à Schiltigheim, ainsi qu'à Strasbourg VI. Jean-Marie Le Pen est arrivé en tête dans la circonscription en 1995 et 2002.
En 1988 la circonscription votait assez nettement pour François Mitterrand (54 %). En 1995 Jean-Marie Le Pen arrivait en tête (25,1 %) devant Lionel Jospin (21,9 %), Édouard Balladur (21,4 %) et Jacques Chirac (15,4 %). Au second tour Jacques Chirac l'emportait (52,7 %). En 2002 la circonscription plaçait à nouveau Jean-Marie Le Pen en tête des candidats (20,8 %), devant Jacques Chirac (18 %), Lionel Jospin (16,1 %) et François Bayrou (11 %).
Les échéances présidentielles et législatives de 2007 ne présentèrent pas de grandes modifications, la circonscription s'affirma cependant plus à droite lors des échéances de 2007 qu'en 1995. Au premier tour Nicolas Sarkozy arrivait en tête avec 31,7 %, dépassant de plus de 13 points le score Chirac en 2002, Ségolène Royal se plaçait seconde avec 27,4 %, score en progression, arrivant en tête à Hautepierre, François Bayrou réalisait 21 %, un résultat légèrement inférieur à sa moyenne régionale, Jean-Marie Le Pen ne dépassait pas 10 % (9,9 %). La chute de ce dernier, généralisée en Alsace, profitait largement à Nicolas Sarkozy, ainsi qu'à François Bayrou. Le candidat UMP réalisait ses meilleures performances à la Robertsau, à Bischheim et Hœnheim, ainsi qu'à Cronenbourg. Ségolène Royal réalisait parmi ses meilleurs scores à Hautepierre. Enfin François Bayrou se distinguait à la Robertsau, ainsi qu'à Hœnheim, où il devançait Ségolène Royal. Au second tour Nicolas Sarkozy obtint 53,7 % des voix, dépassant le score de Jacques Chirac en 1995, il l'emportait largement à la Robertsau et à Bischheim, avec plus de 53 % à Schiltigheim (ville qui s'était prononcé pour Lionel Jospin en 1995), et à Cronenbourg. Ségolène Royal ne l'emportait largement qu'à Hautepierre.
Les élections législatives de juin amplifièrent ses tendances, en confirmant largement le député sortant UMP André Schneider. Celui-ci progressait de plus de 10 points au premier tour, atteignant 47,1 % et dépassant la majorité absolue à la Robertsau et à Hœnheim. Son adversaire socialiste atteignait 20,8 %, réalisant ses meilleures performances à Hautepierre. La candidate Modem, peu connue, dépassait 10 %, notamment à la Robertsau. Le second tour permit au député de retrouver son siège avec un score comparable à celui de 2002 (57,8 %), l'emportant avec plus de 60 % à la Robertsau et à Bischheim-Hœnheim, il dépassait 55 % à Schiltigheim. La candidate socialiste Zoubida Naili ne l'emportait facilement qu'à Hautepierre.
La circonscription présente une orientation à droite plus marquée que lors de sa constitution en 1986. Le quartier de la Robertsau continue de représenter un fief de la droite, Nicolas Sarkozy y a réalisé son meilleur score strasbourgeois (62,2 %) de même qu'André Schneider lors des élections législatives (63,6 %). Les communes de Bischheim et Hœnheim reste largement orientée à droite, Ségolène Royal n'étant arrivé que troisième à Hœnheim et Nicolas Sarkozy y a dépassé les 60 %, de même qu'André Schneider y a frôlé les 70 % le 17 juin. À Bischheim, Nicolas Sarkozy a réalisé un score comparable à celui de Valéry Giscard d'Estaing en présidentielles (55,8 %), André Schneider réalisant un score comparable à celui de 2002 (59 %). La ville de Schiltigheim, dont la population représente la moitié de la circonscription, s'est prononcé facilement pour Nicolas Sarkozy (53 %) et André Schneider (55 %). À l'inverse la gauche reste bien implantée dans le canton de Strasbourg VI, Ségolène Royal y a atteint 56 % des voix et Zoubida Naili 51 %. On note cependant une dichotomie persistante entre le vote de Cronenbourg, plus favorable à la droite, et celui de Hautepierre, très fortement marqué à gauche.
En 2012, à la suite de la victoire de François Hollande à l'élection présidentielle, le député sortant André Schneider (38,04 %) est mis en ballottage par la candidate écologiste Andrée Buchmann (36,71 %) soutenue par le Parti socialiste. La candidate du Front national, Huguette Fatna, n'obtient que 13,17 % des voix, ne lui permettant pas d'accéder au second tour. Ce dernier confirme cependant l'avance du député sortant (50,99 %) contre 49,01 % pour son adversaire malgré un contexte national favorable. Seulement 469 voix d'écart ont partagé les deux candidats. La candidate de la Gauche arrive en tête sur la partie strasbourgeoise de la circonscription (50,29 %), sur la commune de Schiltigheim (55,68 %) et pour la première fois sur la commune de Bischheim (51,96 %). Les autres communes confirment leur ancrage à droite avec Hœnheim (58,43 %), Souffelweyersheim (59,63 %) et Reichstett (65,51 %).

## Historique des députations
| Législature | Début de mandat | Fin de mandat  | Député          | Parti politique | Observations |
| ----------- | --------------- | -------------- | --------------- | --------------- | --- |
| VIIIe       | 2 avril 1986    | 14 mai 1988    | Aucun           | Aucun           | Proportionnelle par département, pas de député par circonscription. Mandat écourté à la suite d'une dissolution parlementaire décidée par François Mitterrand. |
| IXe         | 23 juin 1988    | 1er avril 1993 | Jean Oehler     | PS              | |
| Xe          | 2 avril 1993    | 21 avril 1997  | Alfred Muller   | DVG             | Mandat écourté à la suite d'une dissolution parlementaire décidée par Jacques Chirac.                                                                          |
| XIe         | 12 juin 1997    | 18 juin 2002   | André Schneider | RPR             | |
| XIIe        | 19 juin 2002    | 19 juin 2007   | André Schneider | UMP             | |
| XIIIe       | 20 juin 2007    | 19 juin 2012   | André Schneider | UMP             | |
| XIVe        | 20 juin 2012    | 20 juin 2017   | André Schneider | UMP             | |
| XVe         | 21 juin 2017    | 21 juin 2022   | Bruno Studer    | LREM            | |
| XVIe        | 22 juin 2022    | 9 juin 2024    | Bruno Studer    | RE              | Mandat écourté à la suite d'une dissolution parlementaire décidée par Emmanuel Macron.                                                                         |
| XVIIe       | 8 juillet 2024  | En cours       | Thierry Sother  | PS              | |

## Historique des élections

### Élections de 1958
| Candidat       | Candidat          | Parti          | Premier tour | Premier tour | Second tour | Second tour |  |
| Candidat       | Candidat          | Parti          | Voix         | %            | Voix        | %           |  |
| -------------- | ----------------- | -------------- | ------------ | ------------ | ----------- | ----------- |  |
|                | Étienne Lux élu   | MRP            | 18 574       | 34,84        | 19 737      | 37,34       |  |
|                | Georges Ritter    | CNIP           | 14 439       | 27,08        | 14 991      | 28,36       |  |
|                | Eugène Schaeffer  | UNR            | 8 219        | 15,42        | 9 058       | 17,14       |  |
|                | Marcel Rosenblatt | PCF            | 6 338        | 11,89        | 5 608       | 10,61       |  |
|                | Joseph Bernhard   | SFIO           | 5 748        | 10,78        | 3 466       | 6,56        |  |
|                |                   |                |              |              |             |             |  |
| Inscrits       | Inscrits          | Inscrits       | 76 716       | 100,00       | 76 719      | 100,00      |  |
| Abstentions    | Abstentions       | Abstentions    | 21 695       | 28,28        | 22 961      | 29,93       |  |
| Votants        | Votants           | Votants        | 55 021       | 71,72        | 53 758      | 70,07       |  |
| Blancs et nuls | Blancs et nuls    | Blancs et nuls | 1 703        | 3,1          | 898         | 1,67        |  |
| Exprimés       | Exprimés          | Exprimés       | 53 318       | 96,9         | 52 860      | 98,33       |  |

Le suppléant d'Étienne Lux était Émile Koehl, secrétaire syndical CFTC.

### Élections de 1962
| Candidat       | Candidat            | Parti          | Premier tour | Premier tour | Second tour | Second tour |  |
| Candidat       | Candidat            | Parti          | Voix         | %            | Voix        | %           |  |
| -------------- | ------------------- | -------------- | ------------ | ------------ | ----------- | ----------- |  |
|                | Georges Ritter élu  | UNR-UDT        | 20 987       | 44,65        | 26 679      | 58,18       |  |
|                | Étienne Lux sortant | MRP            | 16 935       | 36,03        | 19 177      | 41,82       |  |
|                | Marcel Rosenblatt   | PCF            | 5 531        | 11,77        | Retrait     | Retrait     |  |
|                | Joseph Bernhard     | SFIO           | 3 548        | 7,55         | Retrait     | Retrait     |  |
|                |                     |                |              |              |             |             |  |
| Inscrits       | Inscrits            | Inscrits       | 79 084       | 100,00       | 78 983      | 100,00      |  |
| Abstentions    | Abstentions         | Abstentions    | 30 455       | 38,51        | 31 173      | 39,47       |  |
| Votants        | Votants             | Votants        | 48 629       | 61,49        | 47 810      | 60,53       |  |
| Blancs et nuls | Blancs et nuls      | Blancs et nuls | 1 628        | 3,35         | 1 954       | 4,09        |  |
| Exprimés       | Exprimés            | Exprimés       | 47 001       | 96,65        | 45 856      | 95,91       |  |

Le suppléant de Georges Ritter était René Laugel, représentant, adjoint au maire d'Illkirch-Graffenstaden.

### Élections de 1967
| Candidat       | Candidat                     | Parti          | Premier tour | Premier tour | Second tour | Second tour |  |
| Candidat       | Candidat                     | Parti          | Voix         | %            | Voix        | %           |  |
| -------------- | ---------------------------- | -------------- | ------------ | ------------ | ----------- | ----------- |  |
|                | Georges Ritter sortant réélu | UD-Ve          | 27 069       | 45,09        | 28 672      | 56,23       |  |
|                | Bernard Baehr                | CD (PDM)       | 13 926       | 23,2         | 22 318      | 43,77       |  |
|                | Édouard Winterhalter         | PCF            | 7 183        | 11,96        |             |             |  |
|                | Charles Huck                 | FGDS (SFIO)    | 7 031        | 11,71        |             |             |  |
|                | Eugène Schaeffer             | Modérés        | 4 827        | 8,04         |             |             |  |
|                |                              |                |              |              |             |             |  |
| Inscrits       | Inscrits                     | Inscrits       | 81 204       | 100,00       | 81 206      | 100,00      |  |
| Abstentions    | Abstentions                  | Abstentions    | 19 403       | 23,89        | 26 731      | 32,92       |  |
| Votants        | Votants                      | Votants        | 61 801       | 76,11        | 54 475      | 67,08       |  |
| Blancs et nuls | Blancs et nuls               | Blancs et nuls | 1 765        | 2,86         | 3 485       | 6,4         |  |
| Exprimés       | Exprimés                     | Exprimés       | 60 036       | 97,14        | 50 990      | 93,6        |  |

Le suppléant de Georges Ritter était René Laugel, représentant, adjoint au maire d'Illkirch-Graffenstaden.

### Élections de 1968
|                | Georges Ritter sortant réélu | UDR (URP)      | 30 861 | 53,72  |  |  |  |
|                | Bernard Baehr                | CD (PDM)       | 15 175 | 26,41  |  |  |  |
|                | Édouard Winterhalter         | PCF            | 6 736  | 11,72  |  |  |  |
|                | Raymond Frindel              | FGDS (SFIO)    | 4 680  | 8,15   |  |  |  |
|                |                              |                |        |        |  |  |  |
| Inscrits       | Inscrits                     | Inscrits       | 82 597 | 100,00 |  |  |  |
| Abstentions    | Abstentions                  | Abstentions    | 23 863 | 28,89  |  |  |  |
| Votants        | Votants                      | Votants        | 58 734 | 71,11  |  |  |  |
| Blancs et nuls | Blancs et nuls               | Blancs et nuls | 1 282  | 2,18   |  |  |  |
| Exprimés       | Exprimés                     | Exprimés       | 57 452 | 97,82  |  |  |  |

Le suppléant de Georges Ritter était Jean-Claude Burckel, docteur en droit, directeur administratif.

### Élections de 1973
| Candidat       | Candidat                  | Parti          | Premier tour | Premier tour | Second tour | Second tour |  |
| Candidat       | Candidat                  | Parti          | Voix         | %            | Voix        | %           |  |
| -------------- | ------------------------- | -------------- | ------------ | ------------ | ----------- | ----------- |  |
|                | Jean-Claude Burckel élu   | UDR (URP)      | 27 878       | 40,38        | 34 987      | 50,84       |  |
|                | Paul Schwebel             | CDP (URP)      | 16 897       | 24,47        | 15 047      | 21,87       |  |
|                | Ernest Stoecklé           | PS (UGSD)      | 11 277       | 16,33        | 18 778      | 27,29       |  |
|                | Édouard Winterhalter      | PCF            | 7 831        | 11,34        |             |             |  |
|                | Rémy Huber                | CNIP           | 4 036        | 5,85         |             |             |  |
|                | Charles-André Welschinger | Extrême gauche | 1 124        | 1,63         |             |             |  |
|                |                           |                |              |              |             |             |  |
| Inscrits       | Inscrits                  | Inscrits       | 94 269       | 100,00       | 94 318      | 100,00      |  |
| Abstentions    | Abstentions               | Abstentions    | 22 849       | 24,24        | 24 010      | 25,46       |  |
| Votants        | Votants                   | Votants        | 71 420       | 75,76        | 70 308      | 74,54       |  |
| Blancs et nuls | Blancs et nuls            | Blancs et nuls | 2 377        | 3,33         | 1 496       | 2,13        |  |
| Exprimés       | Exprimés                  | Exprimés       | 69 043       | 96,67        | 68 812      | 97,87       |  |

Le suppléant de Jean-Claude Burckel était André Durr, professeur, maire d'Illkirch-Graffenstaden.

### Élections de 1978
| Candidat       | Candidat              | Parti          | Premier tour | Premier tour | Second tour | Second tour |  |
| Candidat       | Candidat              | Parti          | Voix         | %            | Voix        | %           |  |
| -------------- | --------------------- | -------------- | ------------ | ------------ | ----------- | ----------- |  |
|                | André Durr élu        | RPR            | 25 128       | 28,29        | 54 811      | 61,52       |  |
|                | Lucien Ganter         | PS             | 18 501       | 20,83        | 34 284      | 38,48       |  |
|                | Bernard Baehr         | UDF (CDS)      | 13 989       | 15,75        |             |             |  |
|                | Édouard Winterhalter  | PCF            | 8 171        | 9,2          |             |             |  |
|                | Alexandre Zahnbrecher | UDF (PR)       | 7 310        | 8,23         |             |             |  |
|                | François Joseph       | Écologie 78    | 6 404        | 7,21         |             |             |  |
|                | Claude Bronn          | Divers droite  | 5 029        | 5,66         |             |             |  |
|                | Jean-Charles Monsché  | MRG            | 1 471        | 1,66         |             |             |  |
|                | Bernard Thierry       | LO             | 1 330        | 1,5          |             |             |  |
|                | Rémy Huber            | CNIP           | 871          | 0,98         |             |             |  |
|                | Christian Reiser      | UOPDP          | 352          | 0,4          |             |             |  |
|                | Mme Fichter           | LCR            | 262          | 0,29         |             |             |  |
|                |                       |                |              |              |             |             |  |
| Inscrits       | Inscrits              | Inscrits       | 114 100      | 100,00       | 114 102     | 100,00      |  |
| Abstentions    | Abstentions           | Abstentions    | 22 921       | 20,09        | 22 632      | 19,83       |  |
| Votants        | Votants               | Votants        | 91 179       | 79,91        | 91 470      | 80,17       |  |
| Blancs et nuls | Blancs et nuls        | Blancs et nuls | 2 361        | 2,59         | 2 375       | 2,6         |  |
| Exprimés       | Exprimés              | Exprimés       | 88 818       | 97,41        | 89 095      | 97,4        |  |

Le suppléant d'André Durr était René Klauth, gérant d'entreprise.

### Élections de 1981
| Candidat       | Candidat                 | Parti          | Premier tour | Premier tour | Second tour | Second tour |  |
| Candidat       | Candidat                 | Parti          | Voix         | %            | Voix        | %           |  |
| -------------- | ------------------------ | -------------- | ------------ | ------------ | ----------- | ----------- |  |
|                | André Durr sortant réélu | RPR (UNM)      | 37 190       | 49,06        | 44 295      | 54,15       |  |
|                | Alfred Muller            | PS             | 28 270       | 37,29        | 37 498      | 45,84       |  |
|                | Claude Bronn             | Divers droite  | 3 539        | 4,67         |             |             |  |
|                | Andrée Buchmann          | MÉP            | 3 058        | 4,03         |             |             |  |
|                | Édouard Winterhalter     | PCF            | 2 891        | 3,81         |             |             |  |
|                | Michel Schmidt           | LO             | 709          | 0,93         |             |             |  |
|                | Olivier Roujansky        | Divers droite  | 141          | 0,18         |             |             |  |
|                |                          |                |              |              |             |             |  |
| Inscrits       | Inscrits                 | Inscrits       | 122 115      | 100,00       | 122 116     | 100,00      |  |
| Abstentions    | Abstentions              | Abstentions    | 45 214       | 37,03        | 39 101      | 32,02       |  |
| Votants        | Votants                  | Votants        | 76 901       | 62,97        | 83 015      | 67,98       |  |
| Blancs et nuls | Blancs et nuls           | Blancs et nuls | 1 103        | 1,43         | 1 222       | 1,47        |  |
| Exprimés       | Exprimés                 | Exprimés       | 75 798       | 98,57        | 81 793      | 98,53       |  |

Le suppléant d'André Durr était Alphonse Barth.

### Élections de 1988
| Candidat       | Candidat                  | Parti          | Premier tour | Premier tour | Second tour | Second tour |  |
| Candidat       | Candidat                  | Parti          | Voix         | %            | Voix        | %           |  |
| -------------- | ------------------------- | -------------- | ------------ | ------------ | ----------- | ----------- |  |
|                | Jean Oehler sortant réélu | PS             | 13 635       | 41,23        | 17 993      | 50,74       |  |
|                | Christian Fuchs           | RPR (URC)      | 10 747       | 32,5         | 17 466      | 49,26       |  |
|                | Walter Krieger            | FN             | 5 682        | 17,18        |             |             |  |
|                | Étienne Stoffel           | Divers droite  | 1 603        | 4,85         |             |             |  |
|                | Roger Colas               | PCF            | 1 123        | 3,4          |             |             |  |
|                | Léon Thomas               | Régionaliste   | 281          | 0,85         |             |             |  |
|                |                           |                |              |              |             |             |  |
| Inscrits       | Inscrits                  | Inscrits       | 62 076       | 100,00       | 62 076      | 100,00      |  |
| Abstentions    | Abstentions               | Abstentions    | 28 357       | 45,68        | 25 811      | 41,58       |  |
| Votants        | Votants                   | Votants        | 33 719       | 54,32        | 36 265      | 58,42       |  |
| Blancs et nuls | Blancs et nuls            | Blancs et nuls | 648          | 1,92         | 806         | 2,22        |  |
| Exprimés       | Exprimés                  | Exprimés       | 33 071       | 98,08        | 35 459      | 97,78       |  |

Le suppléant de Jean Oehler était Raymond Haeffner, conseiller municipal de Bischheim.

### Élections de 1993
| Candidat       | Candidat           | Parti          | Premier tour | Premier tour | Second tour | Second tour |  |
| Candidat       | Candidat           | Parti          | Voix         | %            | Voix        | %           |  |
| -------------- | ------------------ | -------------- | ------------ | ------------ | ----------- | ----------- |  |
|                | Alfred Muller élu  | MDR (ADFP)     | 8 825        | 24,28        | 18 757      | 53,47       |  |
|                | Robert Grossmann   | RPR            | 6 762        | 18,6         | 16 321      | 46,53       |  |
|                | André Klein-Mosser | UDF (CDS)      | 6 346        | 17,46        |             |             |  |
|                | Walter Krieger     | FN             | 6 078        | 16,72        |             |             |  |
|                | Magdeleine Brom    | Les Verts (EÉ) | 3 131        | 8,61         |             |             |  |
|                | Bernard Wodli      | Régionaliste   | 1 221        | 3,36         |             |             |  |
|                | Marguerite Ritt    | LT-LNÉ         | 1 156        | 3,18         |             |             |  |
|                | Jean-Marie Dupuy   | PCF            | 1 039        | 2,86         |             |             |  |
|                | Claude Thomas      | Divers gauche  | 751          | 2,07         |             |             |  |
|                | Patrick Girard     | LO             | 470          | 1,29         |             |             |  |
|                | Christiane Schmitt | PT             | 243          | 0,67         |             |             |  |
|                | Richard Lavergne   | PLN            | 135          | 0,37         |             |             |  |
|                | Emmanuel Grenier   | Divers         | 134          | 0,37         |             |             |  |
|                | Brigitte Hoermann  | Divers droite  | 63           | 0,17         |             |             |  |
|                |                    |                |              |              |             |             |  |
| Inscrits       | Inscrits           | Inscrits       | 62 005       | 100,00       | 62 006      | 100,00      |  |
| Abstentions    | Abstentions        | Abstentions    | 24 380       | 39,32        | 25 005      | 40,33       |  |
| Votants        | Votants            | Votants        | 37 625       | 60,68        | 37 001      | 59,67       |  |
| Blancs et nuls | Blancs et nuls     | Blancs et nuls | 1 271        | 3,38         | 1 923       | 5,2         |  |
| Exprimés       | Exprimés           | Exprimés       | 36 354       | 96,62        | 35 078      | 94,8        |  |

Le suppléant d'Alfred Muller était Fernand Meyer, Président de la Chambre des Métiers du Bas-Rhin.

### Élections de 1997
| Candidat       | Candidat                 | Parti          | Premier tour | Premier tour | Second tour | Second tour |  |
| Candidat       | Candidat                 | Parti          | Voix         | %            | Voix        | %           |  |
| -------------- | ------------------------ | -------------- | ------------ | ------------ | ----------- | ----------- |  |
|                | André Schneider élu      | RPR            | 8 586        | 23,41        | 23 833      | 70,36       |  |
|                | Stéphane Bourhis         | FN             | 8 310        | 22,66        | 10 039      | 29,64       |  |
|                | Guy Desportes            | PS             | 6 551        | 17,86        |             |             |  |
|                | Alfred Muller sortant    | Divers gauche  | 6 311        | 17,21        |             |             |  |
|                | Jean Marie Brom          | Les Verts      | 1 269        | 3,46         |             |             |  |
|                | Marc Baader              | PCF            | 1 068        | 2,91         |             |             |  |
|                | Pascale Zorner           | GÉ             | 1 056        | 2,88         |             |             |  |
|                | Marc Baud-Berthier       | LO             | 918          | 2,5          |             |             |  |
|                | Étienne Stoffel          | LDI (MPF)      | 909          | 2,48         |             |             |  |
|                | Mohamed Ennacer Latrèche | Divers         | 338          | 0,92         |             |             |  |
|                | Michel Jacquey           | US4J           | 313          | 0,85         |             |             |  |
|                | Christiane Kling-Moreau  | MDC            | 278          | 0,76         |             |             |  |
|                | Guy Heintz               | IR             | 217          | 0,59         |             |             |  |
|                | Marc Verschueren         | PT             | 192          | 0,5          |             |             |  |
|                | Damien Bresse            | Divers         | 182          | 0,5          |             |             |  |
|                | Alain Greitzer           | Divers gauche  | 175          | 0,48         |             |             |  |
|                |                          |                |              |              |             |             |  |
| Inscrits       | Inscrits                 | Inscrits       | 62 191       | 100,00       | 62 191      | 100,00      |  |
| Abstentions    | Abstentions              | Abstentions    | 24 263       | 39,01        | 24 168      | 38,86       |  |
| Votants        | Votants                  | Votants        | 37 928       | 60,99        | 38 023      | 61,14       |  |
| Blancs et nuls | Blancs et nuls           | Blancs et nuls | 1 255        | 3,31         | 4 151       | 10,92       |  |
| Exprimés       | Exprimés                 | Exprimés       | 36 673       | 96,69        | 33 872      | 89,08       |  |

Le suppléant d'André Schneider était Albert Rey, agent général d'assurances, adjoint au maire de Strasbourg.

### Élections de 2002
| Candidat       | Candidat                      | Parti             | Premier tour | Premier tour | Second tour | Second tour |  |
| Candidat       | Candidat                      | Parti             | Voix         | %            | Voix        | %           |  |
| -------------- | ----------------------------- | ----------------- | ------------ | ------------ | ----------- | ----------- |  |
|                | André Schneider sortant réélu | UMP               | 13 172       | 36,75        | 19 177      | 58,33       |  |
|                | Catherine Trautmann           | PS                | 11 461       | 31,97        | 13 702      | 41,67       |  |
|                | Xavier Codderens              | FN                | 4 052        | 11,3         |             |             |  |
|                | Bertrand Hirtz                | UDF               | 2 250        | 6,28         |             |             |  |
|                | Stéphane Bourhis              | MNR               | 1 318        | 3,68         |             |             |  |
|                | Jean-Marie Kutner             | Divers gauche     | 1 085        | 3,03         |             |             |  |
|                | Andrée Munchenbach            | Divers écologiste | 1 010        | 0,92         |             |             |  |
|                | Jean-Claude Meyer             | LCR               | 330          | 0,92         |             |             |  |
|                | Marie-Claire Lechêne          | LO                | 322          | 0,9          |             |             |  |
|                | Claude Leclerc                | PCF               | 293          | 0,82         |             |             |  |
|                | Nicole Plançon                | MHAN              | 193          | 0,54         |             |             |  |
|                | Yasmina Benchohra-Sadarnac    | diss. UDF         | 155          | 0,43         |             |             |  |
|                | Olivier Valet                 | Divers            | 127          | 0,35         |             |             |  |
|                | Evelyne Gonthier              | Divers            | 76           | 0,21         |             |             |  |
|                | Charles-André Welschinger     | Pôle républicain  | 0            | 0            |             |             |  |
|                |                               |                   |              |              |             |             |  |
| Inscrits       | Inscrits                      | Inscrits          | 61 396       | 100,00       | 61 396      | 100,00      |  |
| Abstentions    | Abstentions                   | Abstentions       | 25 114       | 40,9         | 27 686      | 45,09       |  |
| Votants        | Votants                       | Votants           | 36 282       | 59,1         | 33 710      | 54,91       |  |
| Blancs et nuls | Blancs et nuls                | Blancs et nuls    | 438          | 1,21         | 831         | 2,47        |  |
| Exprimés       | Exprimés                      | Exprimés          | 35 844       | 98,79        | 32 879      | 97,53       |  |

La suppléante d'André Schneider était Kineret Weil, commerçante, conseillère municipale de Strasbourg.

### Élections de 2007
| Candidat       | Candidat                      | Parti          | Premier tour | Premier tour | Second tour | Second tour |  |
| Candidat       | Candidat                      | Parti          | Voix         | %            | Voix        | %           |  |
| -------------- | ----------------------------- | -------------- | ------------ | ------------ | ----------- | ----------- |  |
|                | André Schneider sortant réélu | UMP            | 16 154       | 47,18        | 18 154      | 57,75       |  |
|                | Zoubida Naili                 | PS             | 7 133        | 20,83        | 13 284      | 42,25       |  |
|                | Bornia Tarall                 | UDF–MoDem      | 3 515        | 10,27        |             |             |  |
|                | Andrée Buchmann               | Les Verts      | 1 920        | 5,61         |             |             |  |
|                | Natacha Lugonja               | FN             | 1 835        | 5,36         |             |             |  |
|                | Mohamed Latrèche              | Divers         | 788          | 2,3          |             |             |  |
|                | Jean-Luc Muller               | LCR            | 714          | 2,09         |             |             |  |
|                | Jacques Werckmann             | MÉI            | 479          | 1,4          |             |             |  |
|                | Claude Weber                  | Divers         | 473          | 1,38         |             |             |  |
|                | Marie-Claire Lechêne          | LO             | 325          | 0,95         |             |             |  |
|                | Julien Gorrand                | PCF            | 319          | 0,93         |             |             |  |
|                | Dominique Jobredeaux          | Divers         | 252          | 0,74         |             |             |  |
|                | David Jacquart                | MNR            | 216          | 0,63         |             |             |  |
|                | Yasmina Benchohra-Sadarnac    | Divers         | 113          | 0,33         |             |             |  |
|                |                               |                |              |              |             |             |  |
| Inscrits       | Inscrits                      | Inscrits       | 66 888       | 100,00       | 66 888      | 100,00      |  |
| Abstentions    | Abstentions                   | Abstentions    | 32 233       | 48,19        | 34 683      | 51,85       |  |
| Votants        | Votants                       | Votants        | 34 655       | 51,81        | 32 205      | 48,15       |  |
| Blancs et nuls | Blancs et nuls                | Blancs et nuls | 419          | 1,21         | 767         | 2,38        |  |
| Exprimés       | Exprimés                      | Exprimés       | 34 236       | 98,79        | 31 438      | 97,62       |  |

### Élection de 2012
| Candidat       | Candidat                      | Parti          | Premier tour | Premier tour | Second tour | Second tour |  |
| Candidat       | Candidat                      | Parti          | Voix         | %            | Voix        | %           |  |
| -------------- | ----------------------------- | -------------- | ------------ | ------------ | ----------- | ----------- |  |
|                | André Schneider sortant réélu | UMP            | 13 411       | 38,04        | 17 310      | 50,99       |  |
|                | Andrée Buchmann               | EÉLV (PS)      | 12 942       | 36,71        | 16 637      | 49,01       |  |
|                | Huguette Fatna                | RBM (FN)       | 4 643        | 13,17        |             |             |  |
|                | Marc Baader                   | FG (GU) (PCF)  | 1 863        | 5,28         |             |             |  |
|                | Mathilde Karceles             | CpF (MoDem)    | 1 348        | 3,82         |             |             |  |
|                | Matthieu Wiedenhoff           | Pirate         | 460          | 1,30         |             |             |  |
|                | Jean-Paul Leonhardt           | UDF            | 324          | 0,92         |             |             |  |
|                | Marie-Claire Lechène          | LO             | 265          | 0,75         |             |             |  |
|                |                               |                |              |              |             |             |  |
| Inscrits       | Inscrits                      | Inscrits       | 68 329       | 100,00       | 68 329      | 100,00      |  |
| Abstentions    | Abstentions                   | Abstentions    | 32 671       | 47,81        | 33 549      | 49,1        |  |
| Votants        | Votants                       | Votants        | 35 658       | 52,19        | 34 780      | 50,9        |  |
| Blancs et nuls | Blancs et nuls                | Blancs et nuls | 402          | 1,13         | 833         | 2,4         |  |
| Exprimés       | Exprimés                      | Exprimés       | 35 256       | 98,87        | 33 947      | 97,6        |  |

### Élection de 2017
|                                                                           |                                                                         |                           |                           |                          |                          |
|                                                                           |                                                                         | Premier tour 11 juin 2017 | Premier tour 11 juin 2017 | Second tour 18 juin 2017 | Second tour 18 juin 2017 |
|                                                                           |                                                                         |                           |                           |                          |                          |
|                                                                           |                                                                         | Nombre                    | % des inscrits            | Nombre                   | % des inscrits           |
| Inscrits                                                                  | Inscrits                                                                | 68 881                    | 100,00                    | 68 885                   | 100,00                   |
| Abstentions                                                               | Abstentions                                                             | 37 024                    | 53,75                     | 42 466                   | 61,65                    |
| Votants                                                                   | Votants                                                                 | 31 857                    | 46,25                     | 26 419                   | 38,35                    |
|                                                                           |                                                                         |                           | % des votants             |                          | % des votants            |
| Bulletins blancs                                                          | Bulletins blancs                                                        | 259                       | 0,81                      | 1 734                    | 6,56                     |
| Bulletins nuls                                                            | Bulletins nuls                                                          | 124                       | 0,39                      | 700                      | 2,65                     |
| Suffrages exprimés                                                        | Suffrages exprimés                                                      | 31 474                    | 98,80                     | 23 985                   | 90,79                    |
|                                                                           |                                                                         |                           |                           |                          |                          |
| Candidat Étiquette politique (partis et alliances)                        | Candidat Étiquette politique (partis et alliances)                      | Voix                      | % des exprimés            | Voix                     | % des exprimés           |
|                                                                           |                                                                         |                           |                           |                          |                          |
|                                                                           | Bruno Studer La République en marche                                    | 12 433                    | 39,50                     | 14 337                   | 59,77                    |
|                                                                           | Georges Schuler Les Républicains (Union des démocrates et indépendants) | 5 225                     | 16,60                     | 9 648                    | 40,23                    |
|                                                                           | Floriane Dupré La France insoumise                                      | 3 649                     | 11,59                     |                          |                          |
|                                                                           | Diana Garnier-Lang Front national                                       | 2 818                     | 8,95                      |                          |                          |
|                                                                           | Serge Oehler Parti socialiste (Parti radical de gauche)                 | 2 017                     | 6,41                      |                          |                          |
|                                                                           | Christelle Syllas Europe Écologie Les Verts                             | 1 852                     | 5,88                      |                          |                          |
|                                                                           | Andrée Munchenbach Régionaliste (Unser Land)                            | 1 483                     | 4,71                      |                          |                          |
|                                                                           | Julie Roesch Divers (Parti animaliste)                                  | 439                       | 1,39                      |                          |                          |
|                                                                           | Salih Caglar Divers (Parti égalité et justice)                          | 374                       | 1,19                      |                          |                          |
|                                                                           | Antoine Splet Parti communiste français                                 | 323                       | 1,03                      |                          |                          |
|                                                                           | Lucienne Anthiaume Debout la France                                     | 282                       | 0,90                      |                          |                          |
|                                                                           | Sylvie Marinet Divers (Union populaire républicaine)                    | 218                       | 0,69                      |                          |                          |
|                                                                           | Xavier Codderens Extrême droite (Union des patriotes)                   | 177                       | 0,56                      |                          |                          |
|                                                                           | Marie-Claire Lechêne Lutte ouvrière                                     | 160                       | 0,51                      |                          |                          |
|                                                                           | Yves Laybourn Divers                                                    | 24                        | 0,08                      |                          |                          |
| Source : Ministère de l'Intérieur - Troisième circonscription du Bas-Rhin |                                                                         |                           |                           |                          |                          |

### Élections de 2022
Les élections législatives françaises de 2022 ont lieu les dimanches 12 et 19 juin 2022.
| Résultats des élections législatives des 12 et 19 juin 2022 de la 3e circonscription du Bas-Rhin |                          |                          |                          |              |              |             |             |
| Candidat                                                                                         | Candidat                 | Parti et coalition       | Nuance                   | Premier tour | Premier tour | Second tour | Second tour |
| Candidat                                                                                         | Candidat                 | Parti et coalition       | Nuance                   | Voix         | %            | Voix        | %           |
|                                                                                                  | Bruno Studer             | LREM (ENS)               | ENS                      | 11 123       | 34,75        | 16 357      | 54,53       |
|                                                                                                  | Sébastien Mas            | LFI (NUPES)              | NUP                      | 9 864        | 30,82        | 13 642      | 45,47       |
|                                                                                                  | Stéphanie Dô             | RN                       | RN                       | 4 309        | 13,46        |             |             |
|                                                                                                  | Imène Sfaxi              | LR (UDC)                 | LR                       | 1 758        | 5,49         |             |             |
|                                                                                                  | Chantal Cutajar          | Cap21                    | ECO                      | 1 433        | 4,48         |             |             |
|                                                                                                  | Capucine Gautheron       | UL (RPS)                 | REG                      | 1 044        | 3,26         |             |             |
|                                                                                                  | Joëlle Gaubert           | REC                      | REC                      | 864          | 2,70         |             |             |
|                                                                                                  | Patricia Noel            | PA                       | ECO                      | 453          | 1,42         |             |             |
|                                                                                                  | Cindy Bernhardt          | EPL                      | DIV                      | 401          | 1,25         |             |             |
|                                                                                                  | Virgine Wetzel           | DLF (UPF)                | DSV                      | 327          | 1,02         |             |             |
|                                                                                                  | Denise Grandmougin       | LO                       | DXG                      | 197          | 0,62         |             |             |
|                                                                                                  | Valentin Plichon         | PP                       | DIV                      | 184          | 0,57         |             |             |
|                                                                                                  | Hicham Hamza             | SE                       | DIV                      | 51           | 0,16         |             |             |
| Votes valides                                                                                    | Votes valides            | Votes valides            | Votes valides            | 32 008       | 98,72        | 29 999      | 95,26       |
| Votes blancs                                                                                     | Votes blancs             | Votes blancs             | Votes blancs             | 320          | 0,99         | 1 106       | 3,51        |
| Votes nuls                                                                                       | Votes nuls               | Votes nuls               | Votes nuls               | 95           | 0,29         | 387         | 1,23        |
| Total                                                                                            | Total                    | Total                    | Total                    | 32 423       | 100          | 31 492      | 100         |
| Abstention                                                                                       | Abstention               | Abstention               | Abstention               | 38 491       | 54,28        | 39 438      | 55,60       |
| Inscrits / participation                                                                         | Inscrits / participation | Inscrits / participation | Inscrits / participation | 70 914       | 45,72        | 70 930      | 44,40       |

La suppléante de Bruno Studer était Hélène Hollederer, adjointe au maire de Schiltigheim.

### Élections de 2024
| Candidat                 | Candidat                 | Parti et coalition       | Nuances                  | Premier tour | Premier tour | Second tour | Second tour |
| Candidat                 | Candidat                 | Parti et coalition       | Nuances                  | Voix         | %            | Voix        | %           |
| ------------------------ | ------------------------ | ------------------------ | ------------------------ | ------------ | ------------ | ----------- | ----------- |
|                          | Thierry Sother           | PS (NFP)                 | UG                       | 17 355       | 37,94        | 20 151      | 43,27       |
|                          | Bruno Studer             | RE (ENS)                 | ENS                      | 13 260       | 28,99        | 15 115      | 32,46       |
|                          | Stéphanie Dô             | RN                       | RN                       | 10 567       | 23,10        | 11 302      | 24,27       |
|                          | Dera Ratsiajetsinimaro   | LR                       | LR                       | 1 760        | 3,85         |             |             |
|                          | Gautier Perrin           | UL (R&PS)                | REG                      | 813          | 1,78         |             |             |
|                          | Thierry Parat            | Cap21 (TUPV)             | ECO                      | 782          | 1,71         |             |             |
|                          | Alexandre Zyzeck         | REC                      | REC                      | 420          | 0,92         |             |             |
|                          | Mohamed Sylla            | SE                       | DVG                      | 294          | 0,64         |             |             |
|                          | Denise Grandmougin       | LO                       | EXG                      | 252          | 0,55         |             |             |
|                          | Félix Kleimann           | Volt                     | DVG                      | 129          | 0,28         |             |             |
|                          | Hicham Hamza             |                          | DIV                      | 112          | 0,24         |             |             |
|                          | Camille Robert           | NPA-R                    | EXG                      | 0            | 0.00         |             |             |
|                          |                          |                          |                          |              |              |             |             |
| Votes valides            | Votes valides            | Votes valides            | Votes valides            | 45 744       | 98,44        | 46 568      | 98,24       |
| Votes blancs             | Votes blancs             | Votes blancs             | Votes blancs             | 467          | 1,00         | 619         | 1,31        |
| Votes nuls               | Votes nuls               | Votes nuls               | Votes nuls               | 257          | 0,55         | 213         | 0,45        |
| Total                    | Total                    | Total                    | Total                    | 46 468       | 100          | 47 400      | 100         |
| Abstention               | Abstention               | Abstention               | Abstention               | 24 477       | 34,50        | 23 561      | 33,,2       |
| Inscrits / participation | Inscrits / participation | Inscrits / participation | Inscrits / participation | 70 945       | 65,50        | 70 961      | 66,8        |

La suppléante de Thierry Sother est Flora Fiegel, étudiante, membre de LFI.